# Ṭ̤
Ṭ̤ (minuscule : ṭ̤), appelé  T point souscrit tréma souscrit, est un graphème utilisé dans la romanisation de l’alphabet mandéen. Il s’agit de la lettre T diacritée d’un point souscrit et d’un tréma souscrit.

## Utilisation
Le T point souscrit tréma souscrit ‹ ṭ̤ › translittère la lettre mandéenne att affriquée ‹ ࡈ࡙ ›.

## Représentations informatiques
Le T point souscrit tréma souscrit peut être représenté par les caractères Unicode suivant :
- composé (latin additionnel, diacritiques) :

| formes    | représentations | chaînes de caractères | points de code | descriptions                                                        |
| --------- | --------------- | --------------------- | -------------- | ------------------------------------------------------------------- |
| majuscule | Ṭ̤               | Ṭ◌̤                    | U+1E6C U+0324  | lettre majuscule latine t point souscrit diacritique tréma souscrit |
| minuscule | ṭ̤               | ṭ◌̤                    | U+1E6D U+0324  | lettre minuscule latine t point souscrit diacritique tréma souscrit |

- décomposé (latin de base, diacritiques) :

| formes    | représentations | chaînes de caractères | points de code       | descriptions                                                                    |
| --------- | --------------- | --------------------- | -------------------- | ------------------------------------------------------------------------------- |
| majuscule | Ṭ̤               | T◌̣◌̤                   | U+0054 U+0323 U+0324 | lettre majuscule latine t diacritique point souscrit diacritique tréma souscrit |
| minuscule | ṭ̤               | t◌̣◌̤                   | U+0074 U+0323 U+0324 | lettre minuscule latine t diacritique point souscrit diacritique tréma souscrit |

## Sources
- Actes du dixième Congrès international des orientalistes, session de Genève de 1894, 1895. (archive.org)
- (en) Michael Everson, Proposal for encoding the Mandaic script in the BMP of the UCS (no N3485R, L2/08-270R), 4 aout 2008 (lire en ligne)